# Władysław Semkowicz
Władysław Aleksander Semkowicz (ur. 9 maja 1878 we Lwowie, zm. 12 lutego 1949 w Krakowie) – polski historyk, profesor Uniwersytetu Jagiellońskiego, członek Polskiej Akademii Umiejętności, poszukiwacz i wydawca źródeł, badacz dziejów polskiego średniowiecza. 

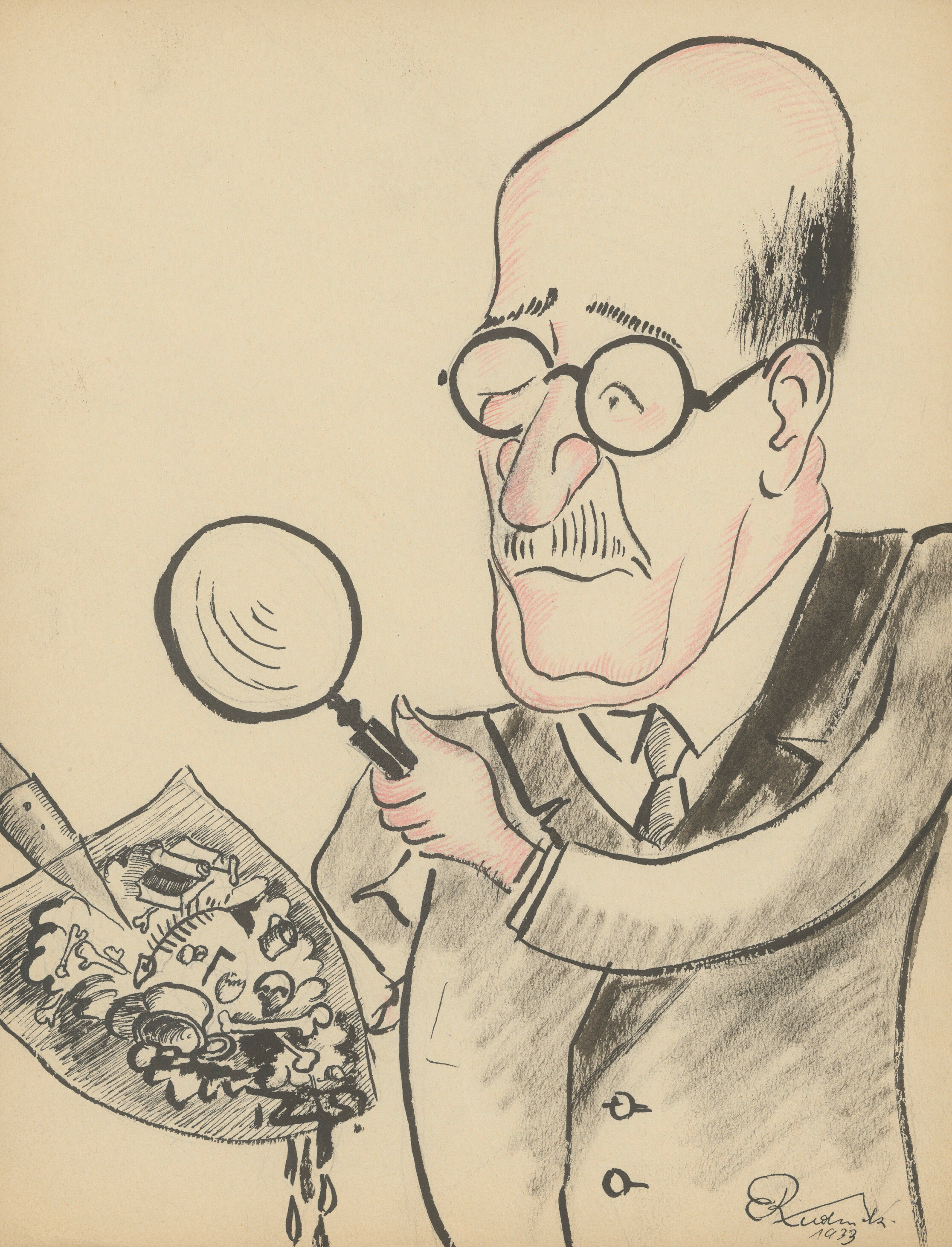
Władysław Semkowicz na karykaturze Jana Rudnickiego (1933)

## Życiorys
Syn Aleksandra i Marii z Schierów. Kształcił się w Gimnazjum im. Franciszka Józefa we Lwowie, gdzie w 1896 zdał egzamin dojrzałości (w jego klasie byli m.in. Kajetan Golczewski, Stanisław Gołąb). Zajmował się szeroką gamą nauk pomocniczych historii, jak paleografia, genealogia i heraldyka, stworzył też wiele map historycznych. Autor licznych opracowań, wśród nich Ród Awdańców w wiekach średnich. 
Podczas I wojny światowej na początku 1915 w Wiedniu został przewodniczącym zarządu Polskiego Archiwum Wojennego. W 1917 opiniował opracowane przez Komisję Archiwalną Tymczasowej Rady Stanu projekty nowej ustawy i regulaminów archiwalnych. Jego stanowisko zostało potem wykorzystane podczas prac nad reskryptem Rady Regencyjnej o archiwach. 8 marca 1925 został wybrany prezesem Polskiego Towarzystwa Heraldycznego we Lwowie. W latach 1924–1933 był redaktorem Encyklopedii nauk pomocniczych historii, która miała przed wybuchem II wojny światowej trzy wydania: 1924, 1929, 1933 .
W czasie okupacji początkowo uwięziony w wyniku Sonderaktion Krakau w Sachsenhausen, po zwolnieniu z obozu pracował w Instytucie Niemieckiej Pracy Wschodniej, według części historyków na polecenie AK. Teza o rzekomej dobrowolnej kolaboracji z Niemcami, postawiona w kontrowersyjnej dla krakowskiego środowiska naukowego pracy doktorskiej Anetty Rybickiej Instytut Niemieckiej Pracy Wschodniej. Kraków 1940–1945 spotkała się z krytyką krakowskiego środowiska naukowego.
Dwukrotnie żonaty: od 27 czerwca 1903 z Lesławą z Bursów (1890–1932), od 29 stycznia 1936 z Jadwigą Cyga (1897–1983).
Został pochowany na cmentarzu Rakowickim w Krakowie (kwatera Ł-płn-po lewej Tarnawskiego).

## Ordery i odznaczenia
- Krzyż Komandorski Orderu Odrodzenia Polski (27 listopada 1929)[15]
- Złoty Krzyż Zasługi (dwukrotnie: po raz drugi 11 listopada 1936[16])
- Komandor Orderu Świętego Sawy (Królestwo Serbii, 1930)

## Uczniowie
Do grona jego uczniów należą: Karol Buczek, Zofia Kozłowska-Budkowa, Kazimierz Dobrowolski, Marian Friedberg, Tadeusz Glemma, Karol Górski, Adam Lewak, Olga Łaszczyńska, Sylwiusz Mikucki, Józef Mitkowski, Rodion Mochnacki, Henryk Münch, Witold Taszycki, Adam Vetulani, Józef Widajewicz.

## Wybrane publikacje
- Encyklopedia nauk pomocniczych historii, cztery wydania 1924[17], 1929, 1933 oraz powojenne Kraków 2000, ISBN 83-7052-850-3.
- Paleografia łacińska, Kraków 2002, ISBN 83-7052-532-6.
- Wywody szlachectwa w Polsce XIV-XVII w. Rocznik Towarzystwa Heraldycznego we Lwowie, Lwów 1913[18].
- Geograficzne podstawy Polski Chrobrego, 1925[19].
- Akta unii Polski z Litwą 1396–1791, Kraków 1938 (wspólnie ze Stanisławem Kutrzebą).
- Góra Sobótka i jej zabytki polskie, Poznań; Wrocław 1949[20].